# 颜曰春
颜曰春（1978年12月27日—2018年10月28日），浙江省玉环市人，是中国浙江省玉环市公安局刑侦大队民警，三级警督警衔。他自1997年起加入人民警察队伍，从警19年。2018年10月27日，在處理一宗刑事案件时受伤，于次日凌晨抢救无效去世，獲浙江省人民政府追授为烈士。2018年11月20日，颜曰春烈士追悼会举行；骨灰在追悼会后安葬于玉环市烈士陵园。

## 生平

### 刑侦工作
1978年12月27日，颜曰春出生于中国浙江省台州市玉环县清港镇礁西村。1997年7月，他成為民警。他从普通民警起，又開始刑事侦查工作。先后在刑侦大队直属中队、刑事侦查大队等单位任职，逐渐成为公安局的技术骨干。2016年，他先后参与侦查通讯网络诈骗案件100餘宗，抓获疑犯30餘名，挽回超過300万元人民幣经济损失。2014年他獲评为“台州市破案能手”，2016年又获评为“浙江省千名好民警”。他曾五次被玉环市公安局嘉奖。

### 牺牲

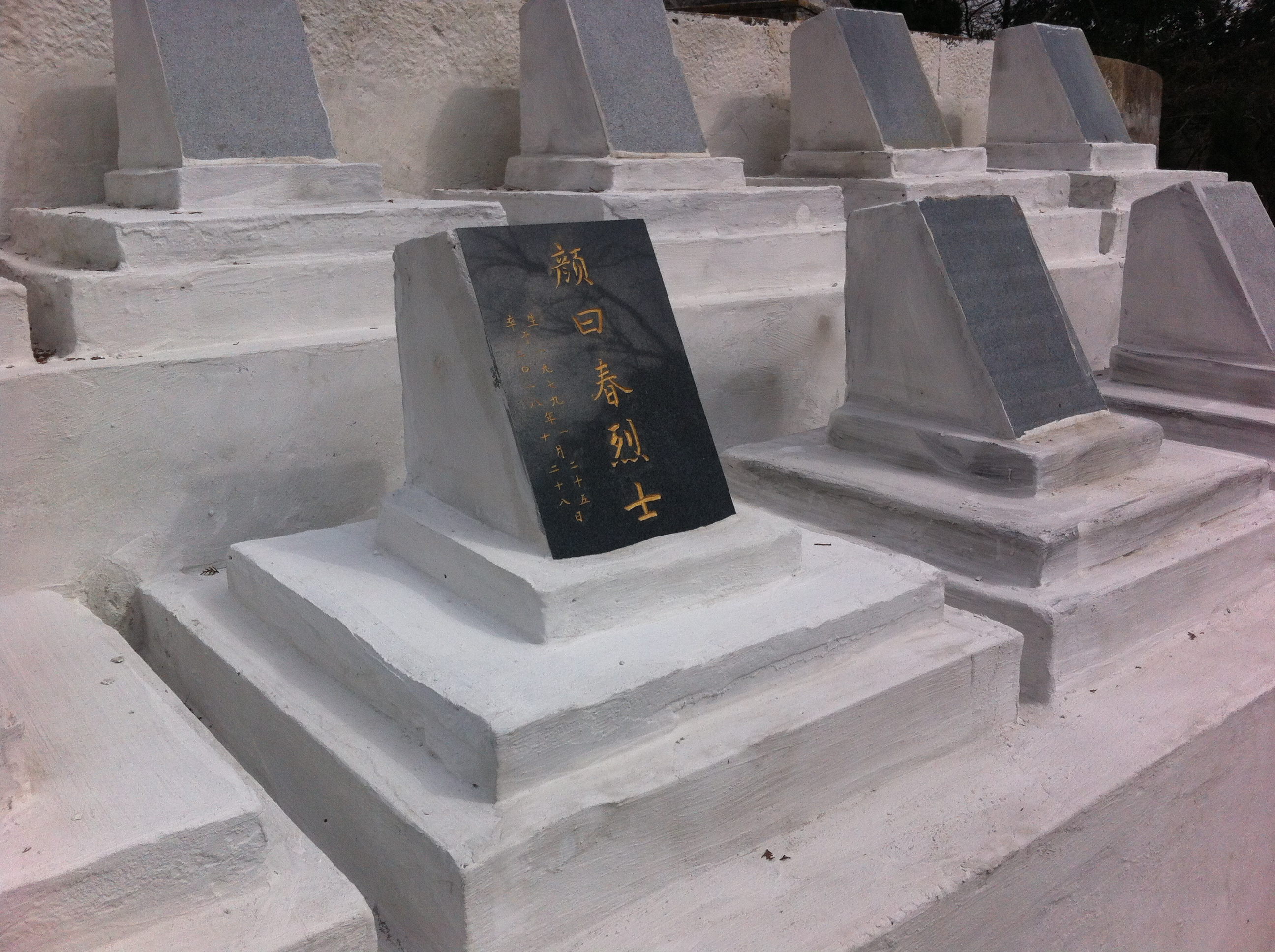
玉环市烈士陵园内的颜曰春骨灰埋葬地及其墓碑。

2018年10月27日晚上19时，颜曰春接到市民张先生报警，報称自己12岁的女儿被人带走並请求解救。经了解，带走张先生女儿的是和其前妻有纠纷的男子梁秀贵，后者哄骗并挟持张先生的女儿张某前往浙江省临海市。颜曰春接到报警后，联系到梁秀贵和张某的母亲，在甬莞高速芦浦出口见面。当晚23时30分，嫌犯梁秀贵抵達現塲，办案组决定营救人質。当颜曰春靠近梁秀贵的白色轿车时，意识到危险的梁秀贵猛踩油门，想要逃跑。颜曰春见此情况，立刻上前抓住不肯放手。之后梁秀贵的轿车拖行颜曰春200余米，并使其头部撞上护栏，然后将他甩了出去，颜曰春倒在了血泊中。此时其他民警将被劫持的孩子从车内救出；而嫌犯梁秀贵不顧而去。其他的民警将颜曰春送到附近医院抢救，之后台州市中心医院的专家赶赴玉环抢救。然而因颜曰春因伤情严重不治，于2018年10月28日2时56分离世。当日下午2点，警方在玉环市玉城街道西青塘村逮捕梁秀贵。
2018年11月19日，浙江省人民政府追授颜曰春为“烈士”。11月20日，颜曰春烈士追悼会在玉环市殡仪馆举行，玉环市委书记林先华等官員、当地民警、群众等人参加追悼会。玉环市委副书记、市长吴才平在追悼会上致悼词，号召全市上下学习颜曰春事蹟。11时25分追悼会结束后，护送颜曰春骨灰的灵车向玉环市烈士陵园駛去，一路上，当地群众和民警自发举起表示敬意的黑色横幅为其送行。灵车到达玉环市烈士陵园后，玉环市公安局刑侦大队的民警护送其骨灰入葬。
颜曰春牺牲后，被追授为台州市优秀共产党员、玉环市优秀共产党员等荣誉，并获评2018年度浙江骄傲提名、玉环市道德模范，入选2019年1月份的中国好人榜。2019年3月，颜曰春被追授为全国公安系统二级英雄模范。